# Пикаронес
Пикаронес (исп. picarones) — блюдо перуанской кухни, десерт из батата или тыквы.

## История
Пикаронес был создан во время колониального периода для замены буньуэло, который в те времена был дорогим для приготовления. Люди стали заменять традиционные ингредиенты этого блюда на тыкву и батат. Таким образом возник новый десерт, быстро набравший популярность.

## Приготовление
В рецепте пикаронес используется батат, который можно заменить тыквой. В тесто для особенного вкуса обязательно добавляют анис. Затем из теста создают небольшие пончики, обжаривающиеся в кипящем масле.
Блюдо подаётся с сиропом из сахарного тростника — чанкака.

## Галерея

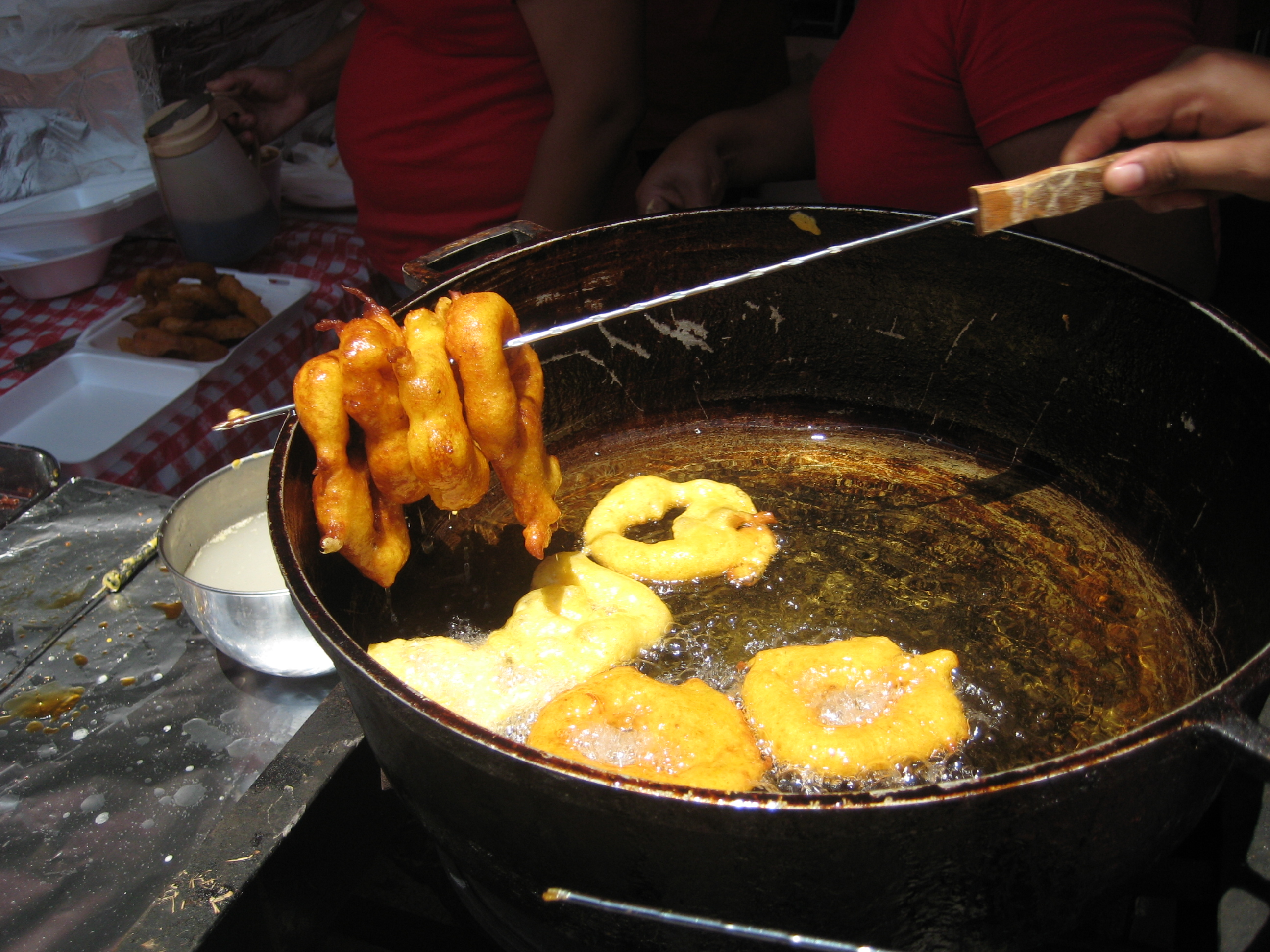
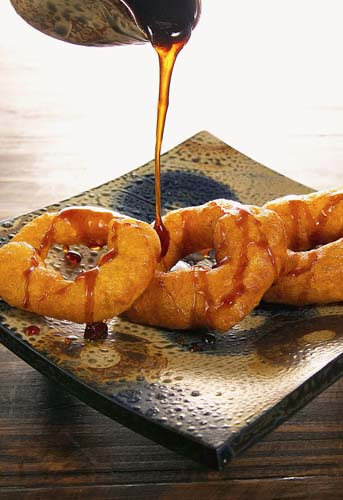